# Karolina Zalewska
Karolina Gardoni-Zalewska  (ur. 19 marca 1984 w Warszawie) – polska piłkarka ręczna, reprezentantka kraju, uczestniczka Mistrzostw Europy w piłce ręcznej 2014 grająca na pozycji skrzydłowej. Obecnie występuje 
w Issy Paris Hand.